# Riachuelo
Riachuelo là một đô thị thuộc bang Rio Grande do Norte, Brasil. Đô thị này có diện tích 262,873 km², dân số năm 2007 là 5719 người, mật độ 21,8 người/km².